# Ničelni vektor
Níčelni véktor (tudi véktor níč ali véktorski níč) je v linearni algebri vektor v evklidskem prostoru, katerega komponente v poljubnem afinem koordinatnem sistemu in razsežnosti {\displaystyle \mathbb {R} ^{n}} so vse enake 0:
{\displaystyle {\vec {\mathbf {0} }}=(a_{1},a_{2},a_{3},\cdots ,a_{n})\ {\stackrel {\mathrm {def} }{=}}\ (0,0,0,\cdots ,0)\!\,.}
Drugače je neničelni vektor.
Po navadi se ničelni vektor označuje kot {\displaystyle {\vec {0}}}, {\displaystyle \mathbf {0} }, {\displaystyle {\vec {\mathbf {0} }}} ali preprosto {\displaystyle 0\!\,}, pa tudi včasih kot vektorje s »harpuno« {\displaystyle {\stackrel {\rightharpoonup }{0}}}, ali podčrtano {\displaystyle {\underline {0}}}. Začetek in konec v ničelnem vektorju sovpadata, tako da je norma (dolžina, modul) ničelnega vektorja enaka 0:
{\displaystyle \|{\vec {\mathbf {0} }}\|\ {\stackrel {\mathrm {def} }{=}}\ 0\!\,,}
smer ničelnega vektorja pa ni določena. V normiranem vektorskem prostoru obstaja samo en vektor, katerega norma je enaka 0, in to je ravno ničelni vektor.
Ničelnega vektorja ni moč normalizirati, oziroma - ne obstaja enotski vektor, ki je mnogokratnik ničelnega vektorja.
V splošnem vektorskem prostoru je ničelni vektor enolično določen in je nevtralni element za seštevanje vektorjev:
{\displaystyle {\vec {\mathbf {a} }}+{\vec {\mathbf {0} }}={\vec {\mathbf {0} }}+{\vec {\mathbf {a} }}={\vec {\mathbf {a} }}\!\,.}
Za poljubno število c pri množenju (ničelnega) vektorja s skalarjem velja:
{\displaystyle c\,{\vec {\mathbf {0} }}={\vec {\mathbf {0} }}\,c={\vec {\mathbf {0} }}\!\,,}
in posebej:
{\displaystyle 0\,{\vec {\mathbf {0} }}={\vec {\mathbf {0} }}\,0={\vec {\mathbf {0} }}\!\,,}
oziroma:
{\displaystyle \|0\,{\vec {\mathbf {0} }}\|=0\|{\vec {\mathbf {0} }}\|=0\!\,.}
Ničelni vektor je enak vsoti dveh protismiselno enakih vektorjev:
{\displaystyle {\vec {\mathbf {a} }}+{\vec {\mathbf {a} }}'={\vec {\mathbf {a} }}+(-{\vec {\mathbf {a} }})={\vec {\mathbf {0} }}\!\,.}
Tu je vektor {\displaystyle {\vec {\mathbf {a} }}'} nasprotni vektor vektorja {\displaystyle {\vec {\mathbf {a} }}}.
Če sta vektorja {\displaystyle {\vec {\mathbf {a} }}} in {\displaystyle {\vec {\mathbf {b} }}} ničelna vektorja, velja:
{\displaystyle {\vec {\mathbf {a} }}={\vec {\mathbf {a} }}+{\vec {\mathbf {b} }}={\vec {\mathbf {b} }}\!\,.}
Ničeni vektor je posebni primer ničelnega tenzorja.
Skalarni produkt dveh ničelnih vektorjev je enak 0:
{\displaystyle {\vec {\mathbf {0} }}\cdot {\vec {\mathbf {0} }}=0\!\,,}
kot tudi skalarni produkt poljubnega vektorja in ničelnega vektorja:
{\displaystyle {\vec {\mathbf {a} }}\cdot {\vec {\mathbf {0} }}={\vec {\mathbf {0} }}\cdot {\vec {\mathbf {a} }}=0\!\,.}
Od tod sledi, da je ničelni vektor edini vektor, ki je pravokoten sam nase, in na vse vektorje, kar pa je treba privzeti, saj nima smeri.
Ničelni prostor je linearni prostor, katerega edini element je ničelni vektor.
Ničelni vektor je sam po sebi linearno neodvisen, tako da je vsaka množica (družina) vektorjev, ki ga vsebuje, tudi linearno neodvisna.